# Марк Пизибаний Лепид
Марк Пизибаний Лепид (на латински: Marcus Pisibanius Lepidus) e политик и сенатор на Римската империя през 2 век.
През 159 г. той е суфектконсул заедно с Луций Матукций Фусцин.